# Bromuro de aluminio
Bromuro de aluminio es cualquier compuesto químico con la fórmula empírica AlBrx. La especie llamada "tribromuro de aluminio," es el más común de los bromuros de aluminio. La especie monobromuro de aluminio se forma por la reacción del HBr con el Al metálico a altas temperaturas. Este dismuta a una temperatura próxima a la temperatura ambiente:
6/n "[AlBr]n" → Al2Br6 + 4 Al
Esta reacción es reversible a temperaturas > 1000 °C

## Síntesis
Con mucho, la forma más habitual del bromuro de aluminio es Al2Br6. Esta especie se presenta como un sólido incoloro e higroscópico en condiciones estándar. Las muestras típicas son amarillentas o incluso rojo-pardas debido a las impurezas de hierro que contienen. Es preparado por la reacción del HBr con el Al
2 Al + 6 HBr → Al2Br6 + 3 H2
De manera alternativa la bromacion directa puede ocurrir también:
2 Al + 3 Br2 → Al2Br6

## Reacciones químicas
Reacciona con el tetracloruro de carbono a 100 °C para dar tetrabromuro de carbono:
4 AlBr3 + 3 CCl4 → 4 AlCl3 + 3 CBr4
Reacciona con el fosgeno produciendo bromuro de carbonilo (bromofosgeno) y clorobromuro de aluminio
AlBr3 + COCl2 → COBr2 + AlCl2Br

## Usos
La forma anhidra es usada como catalizador para la Reacción de Friedel-Crafts. Su actividad catalítica es similar a la del cloruro de aluminio anhidro, sin embargo sus aplicaciones industriales son escasas.

## Seguridad
El Al2Br6 es corrosivo y causa quemaduras en la piel si no es lavado inmediatamente tras el contacto. Debe ser guardado en una zona seca.